# ふれふれチャイムFes.
ふれふれチャイムFes.（英：Fre-Fre Chime Festival）は、2015年9月から2016年9月にかけて活動した女性アイドルグループ。略称は、ふれFes.。

## 概要
- メンバーは、2015年4月から開催されたプリュム・プロダクション主催オーディションにて、数百名の応募者の中から選ばれた[1]。
- 2015年9月13日のデビュー公演では収容人数80人のアキバアリーナに85人を動員した[2]。
- 東京拠点の活動であるのに対し、新潟など遠方在住者が多いため、毎週末メンバーで合宿を行い、ライブ・レッスン・撮影などすべてをそこを中心に行う『超体育会系アイドル』であるのが特徴。メンバーは金曜日の放課後に上京し、合宿所に泊まり込み、ライブ出演やレッスンを行ったのち、日曜日の夜中もしくは月曜日の早朝に地元に戻り学校に通う生活を続けていた。
- プロデューサー陣は楽曲に強いこだわりをもって取り組んでいることを表明しており、『放課後系』と呼ばれる、初めて聴いてもノレるロックEDMを中心に、『学園系』と呼ばれるアイドルらしい清楚なアイドルポップも展開するなど、その二面性が特徴。ただし、どちらもメロディックなサビが必ず存在するという共通点がある。
- 運営と各メンバーのモチベーションに開きができたため、2016年9月19日に解散[3]。

## メンバー

### 解散時のメンバー
| カラー | 名前                       | ニックネーム | 部活属性           | 誕生日         | 出身地 | 解散後の動向                                  |
| ------ | -------------------------- | ------------ | ------------------ | -------------- | ------ | --------------------------------------------- |
| 水色   | 高山ありさ たかやま ありさ | あーちゃん   | バスケ部           | ????年6月8日   | 群馬県 |                                               |
| 紫色   | 平澤芽衣 ひらさわ めい     | めいちゃ     | ソフトテニス部     | 1998年5月1日   | 新潟県 | There There Theres→NILKLY                     |
| 桃色   | 細川瑞姫 ほそかわ みずき   | みぃたん     | バトントワリング部 | 2000年7月30日  | 東京都 | （瀬那みずき）にじいろ学園SEASON2→le biglemoi |
| 白色   | 安部真白 あべ ましろ       | まっしー     | 美術部             | ????年10月30日 | 東京都 | THE BANANA MONKEYS                            |
| 橙色   | 小泉里緒菜 こいずみ りおな | りおにゃん   | なぎなた部         | ????年10月8日  | 茨城県 | （凪里緒菜）Li-V-RAVE                         |

### 旧メンバー
| カラー | 名前                     | ニックネーム | 部活属性       | 誕生日        | 出身地   |
| ------ | ------------------------ | ------------ | -------------- | ------------- | -------- |
| 赤色   | 如月一火 きさらぎ いちか | いちか       | ラクロス部     | ????年3月22日 | 東京都   |
| 緑色   | 神原みほ かんばら みほ   | みほりん     | バレーボール部 | ????年6月27日 | 神奈川県 |

## 同盟関係
グループ内でいくつかの同盟を組むことが特徴。
| 名称           | メンバー①  | メンバー②  | 内容                                |
| -------------- | ---------- | ---------- | ----------------------------------- |
| ちび同盟       | 細川瑞姫   | 安部真白   | ふれFes.メンバーで小さい方から2人   |
| お子ちゃま同盟 | 高山ありさ | 小泉里緒菜 | ふれFes.メンバーで精神年齢の幼い2人 |
| 進撃ガールズ   | 平澤芽衣   | 如月一火   | ふれFes.メンバーで大きい方から2人   |
| ライバー同盟   | 平澤芽衣   | 神原みほ   | ラブライバーの2人                   |
| エクボ同盟     | 高山ありさ | 細川瑞姫   | エクボがチャームポイントの2人       |

## 活動内容

### オリジナル楽曲
| 発表年月 | 曲名                         | タイプ   | 内容                                                    |
| -------- | ---------------------------- | -------- | ------------------------------------------------------- |
| 2015.9   | 青空フェスティバル           | 学園系   | ふれFes.初のオリジナル曲                                |
| 2015.10  | 羽ばたくツインテール         | 学園系   | 平澤芽衣がセンターを務めた超清楚系楽曲                  |
| 2015.12  | アンビヴァレント・シンデレラ | 放課後系 | 過去の名作ロックを現代風にアレンジした楽曲              |
| 2016.1   | ブラキッシュ・ウォーター     | 放課後系 | ロックによるEDMを追求した楽曲。初全国流通CDのタイトル曲 |
| 2016.3   | The Day In The Life          | 放課後系 | メタルやピコリーモの要素が入った楽曲                    |

## 専門用語
グループにおける用語が存在する。
- 応援団【おうえんだん】
  - ふれFes.を応援するファン全体のこと。
- 音楽祭【おんがくさい】
  - 一般的にライブやコンサートと呼ばれるもの。
- ふれフレ【ふれふれ】
  - ふれFes.を応援するファンたちそれぞれのこと。ふれFes.のファンはフレンド(友達)であるため。

## プロデューサー
Wプロデューサー制と謳い、京都大学卒業の2人がプロデュースを行った。
松井 翔 (Matsui, Sho)
統括プロデューサー。主に世界観などの構築を担当。
京都大学卒業。新卒で外資系投資銀行に入社。その後、外資系戦略コンサルティングファームにて多くの企業のコンサルティングに従事。
梅田 一輝 (Umeda, Ikki)
音楽プロデューサー。主にサウンド面を担当。
京都大学卒業。新卒で外資系のコンサルティングファームに入社。